# 迈克尔·塔克
迈克尔·塔克（英語：Michael Tucker，1954年8月23日—2012年1月17日），澳大利亚篮球运动员。他参加了1976年夏季奥林匹克运动会和1980年夏季奥林匹克运动会的男子篮球比赛。